# Enrique Symns
Enrique Jorge Symns (Lanús, 22 de diciembre de 1945-Buenos Aires, 16 de marzo de 2023) fue un periodista, escritor y actor de teatro argentino. Ha publicado crónicas, novelas y biografías sobre grupos y compositores del rock argentino y latinoamericano. También integró, como monologuista, el popular grupo Patricio Rey y sus Redonditos de Ricota, durante la década de 1980. Es reconocido como uno de los exponentes literarios contemporáneos del denominado «periodismo gonzo» en Argentina.

## Biografía
Nacido en 1945, en la localidad de Lanús, Enrique Symns está considerado como uno de los cronistas y narradores contemporáneos argentinos más influyentes de las denominadas culturas urbanas y el underground porteño.
Su lugar en la literatura argentina, primero como periodista y luego como escritor, comenzó en la década de 1980, tras vivir varios años en Países Bajos, España y Brasil. Retornó a Buenos Aires y en 1983 fundó la revista Cerdos & Peces, donde desarrolló un estilo marginal despojado de convencionalismos que anticipó la ola de destape de la apertura democrática. La editó con regularidad hasta 1987 y luego tuvo varias reediciones: hacia finales de la década de 1980, como suplemento de la revista Fin de Siglo; en la década de 1990, bajo el diminutivo La Cerdos, hasta 1998; y en 2004, cuando fue relanzada nuevamente con el nombre original pero sólo se publicaron dos números. La revista sumaría un total de 59 ediciones, aunque discontinuas, entre 1984 y 2004.
En 2021, distintos periodistas y amigos de Enrique Symns editaron, en su homenaje, un número final especial de 152 páginas, mientras que, en 2022, el Archivo Histórico de Revistas Argentinas (AHIRA) digitalizó la colección completa y la publicó en su web de descarga gratuita.
Su estilo literario aplicado en crónicas y textos, basado en el uso de técnicas propias de la literatura de ficción en el periodismo, como el recurso de la primera persona que vuelve inseparable al acontecimiento (noticia) del narrador y hace del observador un sujeto activo que influye con su subjetividad en el hecho, lo ubican como uno de los escritores argentinos más importantes de lo que en Estados Unidos se conoció, desde Hunter Thompson, como «periodismo gonzo», variante o subgénero del nuevo periodismo. Sus influencias también se han relacionado con el escritor y poeta estadounidense Charles Bukowski, a partir del denominado realismo sucio, corriente que extiende, al contexto, el valor de darle el sentido final a la obra o descripción. Esa impronta literaria es reconocida por el propio Enrique Symns, que, además, extiende su influencia en otro reconocido escritor norteamericano: John Fante.
Fue secretario de redacción en proyectos editoriales como El Porteño, donde comenzó a publicarse Cerdos & Peces a modo de suplemento cultural «marginoliento», como proponían con ironía desde el novedoso subtítulo, prosecretario de Satiricón y colaborador en Eroticón y Fin de Siglo, publicaciones que aparecieron con una fuerte impronta contracultural sobre el final de la última dictadura militar argentina y los primeros años del retorno democrático. También se desempeñó como redactor de los diarios La Voz y Sur; y como colaborador especial en el matutino Clarín. Las crónicas periodísticas publicadas en estas revistas entre 1982 y 1992 fueron recopiladas en el libro Invitación al abismo, en relatos que el mismo Symns reconocía bajo el subgénero de «periodismo de ficción».

Desde las páginas de la Cerdos & Peces (revista de la que fue editor) brilló bajo un subgénero extraño: el periodismo de ficción, aquél que no siempre intentaba ser verídico, que establecía guiños y pistas para invitar al lector a un juego cómplice, con toques de humor negro y desenfado. A veces, firmaba como Williams Burroughs o como Trotsky o como personajes de otro mundo tipo Elsa Cicuta. 'Flameando por la calle Corrientes durante muchos años', anota Fito Páez, 'la Cerdos & Peces fue la mirada alternativa'. Mucho del potente under que gestó lo mejor del rock pasó por ella: incluso los dibujos del Indio Solari.

Como periodista y escritor, es autor de varias novelas y biografías de músicos y compositores de rock latinoamericano, además de vincularse con la cultura rock como monologuista de los grupos Patricio Rey y sus Redonditos de Ricota, de quienes se distanció en 1989, Bersuit Vergarabat, Los Piojos y Los Caballeros de la Quema. En 1993 fundó la revista El Cazador, de la cual se editaron sólo tres números. Y entre 1998 y 1999 trabajó como redactor en la revista La Maga.
Radicado en Santiago de Chile desde 1998 a 2003, creó el periódico de humor político The Clinic, fue columnista del diario Las Últimas Noticias y autor, junto a su compañera y periodista Vera Land, de la biografía de Los Tres, uno de los conjuntos de rock más populares de aquel país. También escribió la biografía de Jorge González, vocalista y líder del grupo Los Prisioneros, aunque este trabajo nunca se editó y no llegó a publicarse por decisión del músico.

Le encargaron realizar un libro sobre Los Tres, famoso grupo de rock chileno. Y en lugar de hacer una biografía bufonesca y funcional -como suelen ser las biografías de los ídolos populares- reveló en La última canción (Aguilar, 2003, escrito a dúo con Vera Land) que Javiera Parra, novia de Álvaro Henríquez y hermana de Ángel, ambos integrantes de la banda, también tenía una vinculación sentimental con los otros miembros del grupo. Fue un escándalo. Y el grupo, que ya tenía planes de separación, estalló como un big bang y se disolvió. Después Henríquez le dedicó un tema a Symns, llamado 'No hables tanto'. Javiera Parra, en cambio, no eligió la poesía para atacar a Symns. Fue más dura: 'El libro fue escrito por un cocainómano decadente', le dijo a la revista Surcos.

Volvió a Buenos Aires en 2003 y al año siguiente publicó su autobiografía, El señor de los venenos, donde describe su convivencia directa con el under y la cultura rock, sus personajes, y la génesis de los proyectos editoriales que lo tuvieron como protagonista en Argentina, entre los más influyentes del renovado periodismo gráfico sociocultural desde la apertura democrática de 1983. El libro provocó controversia en Chile por un pasaje en el que Symns asegura que Jorge González, estando bajo los efectos del consumo de drogas, se le insinuó sexualmente cuando vivían juntos.

Con una prosa admirable, El señor de los venenos es una vertiginosa cabalgata que a la manera de un Hunter S. Thompson con picardía criolla recorre una vida tallada por la droga, los viajes y la marginalidad; un galope hippie, punk, sexópata, intelectual y desolado que se relame en historias hacinadas en cárceles cariocas y estafas en Europa dentro de un clima de eterno happening toxicológico.

Hasta 2014, se desempeñó como colaborador en la revista Quiebre, además de participar con regularidad en las publicaciones THC, Orsai, Mavirock, Un caño, en el semanario Miradas al Sur y en el programa Falso Impostor que conducía el músico Gillespi en la frecuencia modulada de Rock & Pop.
 También realizó colaboraciones periodísticas en el diario Crítica de la Argentina, entre 2008 y 2010, e intervino en obras de teatro de su autoría, a la vez de continuar con la presentación de relatos y monólogos. En 2019, contribuyó con textos de su autoría en la revista digital Nervio: culturas y delito.

## Obra

### Novelas, biografías y recopilaciones
- La banda de los chacales (1987)
- Invitación al abismo (1995), selección de textos periodísticos y literarios.
- Páez (1996), biografía del músico y compositor Fito Páez.
- La vida es un bar (2002), selección de textos periodísticos y literarios, reeditado por El Cuenco de Plata en 2008.
- La última canción (2002), biografía del grupo de rock chileno Los Tres.
- El señor de los venenos (2004), autobiografía.
- En busca del asesino (2005)
- Big Bad City (2006)
- Senderos extraviados: crónicas y entrevistas al límite (2013),[42] selección de textos periodísticos y literarios.
- Fantasmas de luz: crónicas malditas de márgenes y fronteras (2019),[43] textos periodísticos y literarios seleccionados por el periodista Rodolfo Palacios.

### Ensayos
- Odio los libros (1992), prólogo a la edición de Los Redondos, Editora AC, Buenos Aires, Argentina.
- Prólogo (1993) a la compilación Bukowski: 100 Poemas, Emptybeercan Ediciones, Buenos Aires, Argentina.

### Guiones de teatro
- Un guión para Tinelli
- Invitación al abismo

### Monólogos
- Soy un virus (1991), con música del grupo Lo Negro.
- Recuerdo de un vagabundo
- Un extraño día
- La pecera envenenada
- Una noche perfecta
- Relatos de un hombre extraviado: 64 años bajo el sol
- Soy un virus (Video-Clip) (2004), con música del grupo uruguayo La Tabaré.
- Demonio es la luz que se te cayó al nacer (2009), para la canción Demonio del álbum La Era del Vacío de Halasius Bradford
- Un brindis de piratas (2018), con música de Miguel Molins